# Natação nos Jogos Olímpicos de Verão de 1988 - Revezamento 4x100 m medley feminino
A competição do Revezamento 4x100 m medley feminino da natação nos Jogos Olímpicos de Verão de 1988 foi disputada no dia 24 de setembro no  Jamsil Indoor Swimming Pool em Seul, Coreia do Sul.

## Medalhistas
|  | GDR Alemanha Oriental                                                                      |  | USA Estados Unidos                                                                                  |  | CAN Canadá |
|  | Kristin Otto Silke Hörner Birte Weigang Katrin Meissner Cornelia Sirch* Manuela Stellmach* |  | Beth Barr Tracey McFarlane Janel Jorgensen Mary Wayte Betsy Mitchell* Mary T. Meagher* Dara Torres* |  | Lori Melien Allison Higson Jane Kerr Andrea Nugent Keltie Duggan* Patricia Noall* *Indica que a nadadora competiu apenas nas eliminatórias. |

## Recordes
Antes desta competição, os recordes mundiais e olímpicos da prova eram os seguintes:
| Tipo | Atleta | Tempo   | Local                   | Data                 |
| ---- | --- | ------- | ----------------------- | -------------------- |
|      | Alemanha Oriental (GDR) Ina Kleber (1:00.59) Sylvia Gerasch (1:08.69) Ines Geißler (59.52) Birgit Meineke (54.89)        | 4:03.69 | Moscou, União Soviética | 24 de agosto de 1984 |
|      | Alemanha Oriental (GDR) Rica Reinisch (1:01.51) Ute Geweniger (1:09.46) Andrea Pollack (1:00.14) Caren Metschuck (55.56) | 4:06.67 | Moscou, União Soviética | 20 de julho de 1980  |

Os seguintes recordes mundiais ou olímpicos foram estabelecidos durante esta competição:
| Data           | Evento | Atleta | Tempo   | Notas            |
| -------------- | ------ | --- | ------- | ---------------- |
| 24 de setembro | Final  | GDR Alemanha Oriental Kristin Otto (1:01.03) Silke Hörner (1:08.20) Birte Weigang (59.51) Katrin Meissner (55.00) | 4:03.74 | Recorde olímpico |

## Resultados

### Eliminatórias
Regra: Os oito times mais rápidos avançam à final (Q).
| Pos. | Raia | CON                    | Nadadores | Tempo   | Notas |
| ---- | ---- | ---------------------- | --- | ------- | ----- |
| 1    | 2    | GDR Alemanha Oriental  | Cornelia Sirch (1:02.34) Silke Hörner (1:09.37) Birte Weigang (1:00.75) Manuela Stellmach (56.07)             | 4:08.53 | Q     |
| 2    | 3    | USA Estados Unidos     | Betsy Mitchell (1:02.66) Tracey McFarlane (1:10.33) Mary T. Meagher (1:01.64) Dara Torres (55.75)             | 4:10.38 | Q     |
| 3    | 3    | NED Países Baixos      | Jolanda de Rover (1:04.03) Linda Moes (1:10.74) Conny van Bentum (1:00.62) Karin Brienesse (56.43)            | 4:11.82 | Q     |
| 4    | 3    | FRG Alemanha Ocidental | Svenja Schlicht (1:03.56) Britta Dahm (1:12.56) Gabi Reha (1:01.54) Marion Aizpors (55.53)                    | 4:13.19 | Q     |
| 5    | 2    | CAN Canadá             | Lori Melien (1:03.80) Keltie Duggan (1:11.58) Jane Kerr (1:02.42) Patricia Noall (56.43)                      | 4:14.23 | Q     |
| 6    | 1    | AUS Austrália          | Nicole Livingstone (1:04.07) Lara Hooiveld (1:10.97) Fiona Alessandri (1:02.12) Karen van Wirdum (57.16)      | 4:14.32 | Q     |
| 7    | 1    | ITA Itália             | Lorenza Vigarani (1:03.64) Manuela Dalla Valle (1:11.17) Ilaria Tocchini (1:02.24) Silvia Persi (57.63)       | 4:14.68 | Q     |
| 8    | 2    | BUL Bulgária           | Bistra Gospodinova (1:05.23) Tanya Dangalakova (1:09.31) Neviana Miteva (1:02.82) Natasha Khristova (57.86)   | 4:15.22 | Q     |
| 9    | 3    | GBR Grã-Bretanha       | Katherine Read (1:04.86) Suki Brownsdon (1:11.74) Caroline Foot (1:01.97) Joanna Coull (57.61)                | 4:16.18 |       |
| 10   | 3    | FRA França             | Laurence Guillou (1:05.28) Pascaline Louvrier (1:13.72) Catherine Plewinski (59.86) Jacqueline Delord (57.35) | 4:16.21 |       |
| 11   | 2    | SWE Suécia             | Johanna Larsson (1:05.10) Anna-Karin Persson (1:12.40) Agneta Eriksson (1:02.95) Eva Nyberg (57.27)           | 4:17.72 |       |
| 12   | 1    | JPN Japão              | Satoko Morishita (1:05.23) Yoshie Nishioka (1:13.63) Kiyomi Takahashi (1:01.95) Ayako Nakano (58.07)          | 4:18.88 |       |
| 13   | 1    | ESP Espanha            | Natalia Autric (1:06.74) Silvia Parera (1:14.87) María Luisa Fernández (1:02.45) Amaya Garbayo (57.78)        | 4:21.84 |       |
| 14   | 3    | KOR Coreia do Sul      | Hong Ji-hee (1:08.52) Park Sung-won (1:14.57) Lee Hong-mi (1:05.73) Han Young-hee (1:00.08)                   | 4:28.90 |       |
| 15   | 2    | CRC Costa Rica         | Silvia Poll (1:04.02) Sigrid Niehaus (1:17.56) Marcela Cuesta (1:09.89) Carolina Mauri (1:00.28)              | 4:31.75 |       |
| 16   | 1    | TPE Taipé Chinês       | Wang Chi (1:10.75) Carwai Seto (1:15.45) Chang Hui-chien (1:07.95) Kimberly Chen (1:05.34)                    | 4:39.49 |       |
| 018  | 1    | CHN China              | Yang Wenyi Huang Xiaomin Qian Hong Zhuang Yong                                                                | DSQ     |       |
| 018  | 2    | DEN Dinamarca          | Mette Jacobsen Pia Sørensen Annette Jørgensen Gitta Jensen                                                    | DSQ     |       |

### Final
| Pos.              | Raia | CON                    | Nadadores                                                                                                   | Tempo   | Notas              |
| ----------------- | ---- | ---------------------- | --- | ------- | ------------------ |
| Medalha de ouro   | 4    | GDR Alemanha Oriental  | Kristin Otto (1:01.03) Silke Hörner (1:08.20) Birte Weigang (59.51) Katrin Meissner (55.00)                 | 4:03.74 | Recorde olímpico   |
| Medalha de prata  | 5    | USA Estados Unidos     | Beth Barr (1:02.56) Tracey McFarlane (1:10.22) Janel Jorgensen (59.84) Mary Wayte (55.28)                   | 4:07.90 |                    |
| Medalha de bronze | 2    | CAN Canadá             | Lori Melien (1:04.25) Allison Higson (1:08.15) Jane Kerr (1:01.78) Andrea Nugent (56.31)                    | 4:10.49 |                    |
| 4                 | 7    | AUS Austrália          | Nicole Livingstone (1:03.43) Lara Hooiveld (1:10.49) Fiona Alessandri (1:00.87) Karen van Wirdum (56.78)    | 4:11.57 | Recorde da Oceania |
| 5                 | 3    | NED Países Baixos      | Jolanda de Rover (1:03.76) Linda Moes (1:11.40) Conny van Bentum (1:00.30) Karin Brienesse (56.73)          | 4:12.19 |                    |
| 6                 | 8    | BUL Bulgária           | Bistra Gospodinova (1:04.87) Tanya Dangalakova (1:07.95) Neviana Miteva (1:02.76) Natasha Khristova (56.78) | 4:12.36 |                    |
| 7                 | 6    | FRG Alemanha Ocidental | Svenja Schlicht (1:03.46) Britta Dahm (1:12.36) Gabi Reha (1:01.79) Marion Aizpors (55.28)                  | 4:12.89 |                    |
| 8                 | 1    | ITA Itália             | Lorenza Vigarani (1:03.96) Manuela Dalla Valle (1:10.63) Ilaria Tocchini (1:01.93) Silvia Persi (57.33)     | 4:13.85 |                    |